# Каїрський міжнародний стадіон
Каїрський міжнародний стадіон (араб. ستاد القاهرة الدولي),  Stad El-Qahira El-Dawly, англ. Cairo International Stadium) — великий (має 74 100 сидячих місць) багатофункціональний стадіон, що відповідає олімпійським стандартам, у столиці Єгипту місті Каїрі. 
Стадіон є другим за розмірами стадіоном у Арабському світі й у Африці (після Борг Ель-Араб Стадіону в Александрії, Єгипет) та 69-м за розмірами — у світі. 
Каїрський міжнародний стадіон розташований у Насер-Сіті, північно-східному передмісті (районі) Каїра й віддалений на 10 км західніше від Каїрського міжнародного аеропорту та близько 30 км (30 хв. їзди автомобілем) від історичного центру міста.
Будівництво спортивної споруди було завершено в 1960 році. І 23 липня 1960 Президент Єгипту Гамаль Абдель Насер урочисто відкрив спортивну арену, приурочивши церемонію відкриття до 8-ї річниці Єгипетської революції 1952 року.
У 2005 році в рамках підготовки до Кубку африканських націй 2006 стадіон зазнав значних реновацій, його було приведено до олімпійських стандартів, відтак споруда набула багатофункціональності.
Каїрський стадіон відомий своєю особливою атмосферою та великими розмірами. Це ніколи не було так наявно, як під час Кубку африканських націй 2006, матчі якого проводились у Єгипті. Коли Єгипет грав свої матчі, здавалось, що стадіон от-от завалиться. І раніше, і зараз стадіон заповнюється набагато більше, ніж на заявлені 74 з лишком тисячі глядачів. За чутками, якось на одній з ігор двох головних каїрських команд (столичне дербі) «Аль-Ахлі» та «Замалек» були присутніми понад 120 000 уболівальників — звичайно, велике число глядачів розмістились не на сидіннях, а у проходах і сходах. 
Каїрський стадіон є справжнім символом єгипетського футболу. Чи не всі найважливіші футбольні зустрічі в Єгипті відбуваються са́ме тут. Відтак, стадіон має багату історію славетних моментів національної «гри мільйонів» — від рятівного голу Хоссама Хассана, який дозволив Єгипту виступати в Кубку світу з футболу-1990 в Італії, до численних Кубків африканських націй, включно з перемогою Єгипетської збірної у 2006 році, і до столичних дербі між «Ахлі» та «Замалеком».